# Doc Pomus
Jerome Solon Felder (27 de junio de 1925 - 14 de marzo de 1991), conocido profesionalmente como Doc Pomus, fue un cantante y compositor estadounidense. Es conocido como coautor de muchos éxitos del rock and roll. Pomus fue incluido en el Salón de la Fama del Rock and Roll como artista no intérprete en 1992, en el Salón de la Fama de los Compositores (1992), y en el Salón de la Fama del Blues (2012).

## Biografía
Nacido como Jerome Solon Felder en 1925 en el barrio judío de Williamsburg, en el distrito neoyorquino de Brooklyn, era hijo de inmigrantes judíos. Asistió al Brooklyn College de la Universidad de Nueva York de 1943 a 1945. Felder se convirtió en un fanático del blues después de escuchar un disco de Big Joe Turner, "Piney Brown Blues". Contrajo la polio cuando tenía seis años, lo que le obligó a caminar con muletas.
Siendo niño, aprendió a tocar el clarinete y el saxofón, y más tarde, en la escuela aprendió a tocar el piano. Comenzó a actuar como cantante con el nombre artístico de Doc Pomus, siendo adolescente. Su nombre artístico no estuvo inspirado en nadie en particular, simplemente pensó que sonaba mejor para un cantante de blues que Jerry Felder. Pomus afirmó que, la mayoría de las veces, él era el único caucásico en los clubes, pero que, como judío con polio, sentía una afinidad especial con los afroamericanos, mientras que, a su vez, el público respetaba su coraje y quedaba impresionado por su talento. Pomus actuó en clubes de la ciudad de Nueva York y sus alrededores y a menudo tocaba con músicos como Milt Jackson, Mickey Baker y King Curtis. Más tarde se convirtió en saxofonista de la banda de Big Joe Turner. Pomus grabó alrededor de cuarenta canciones como cantante en las décadas de 1940 y 1950 para sellos discográficos como Chess, Apollo, Dawn y Gotham.
A principios de la década de 1950, Pomus comenzó a escribir artículos para revistas, así como a componer canciones para LaVern Baker, Ruth Brown, Ray Charles y Big Joe Turner. En 1957 se casó con una aspirante a actriz de Broadway llamada Willi Burke. Se divorciaron en 1966. Su primera oportunidad como compositor llegó cuando el grupo vocal The Coasters alcanzaron el éxito con la canción "Young Blood", aunque la melodía había sido radicalmente cambiada por Jerry Leiber y Mike Stoller. Aun así, Pomus tuvo el crédito compartido como letrista y pronto recibió un cheque de regalías por 2.500 dólares de la época, un evento que lo convenció de que la composición de canciones era una carrera que valía la pena seguir. En 1957, Pomus había dejado de actuar para dedicarse plenamente a escribir canciones.
Pomus colaboró con el pianista Mort Shuman, y el compositor Otis Blackwell presentó al dúo a Hill Range Music Co./Rumbalero Music en sus oficinas en el Brill Building  de Nueva York. Pomus le pidió a Shuman que escribiera con él porque Pomus no sabía mucho sobre el rock and roll contemporáneo, mientras que Shuman estaba familiarizado con los artistas populares de la época. En su mayor parte, Pomus escribió las letras mientras Shuman componía las melodías, pero a menudo colaboraban en ambos aspectos de sus canciones. Juntos escribieron " A Teenager in Love ", " Save The Last Dance For Me ", " Hushabye ", " This Magic Moment ", " Turn Me Loose ", " Sweets For My Sweet " (un éxito de The Drifters, y más tarde de la bnda británica The Searchers ), " Go, Jimmy, Go ", " Little Sister ", " Can't Get Used to Losing You " y varios éxitos para Elvis Presley, como  " Suspicion ", " Surrender " y " (Marie's the Name of) His Latest Flame ".
A finales de la década de 1950 y principios de la de 1960, Pomus escribió varias canciones con Phil Spector ("Young Boy Blues", "Ecstasy", "First Taste of Love" y "What Am I To Do?"), Mike Stoller y Jerry Leiber ("Young Blood" y " She's Not You "), y otros escritores de la era del Brill Building. Pomus también escribió " Lonely Avenue ", un éxito de 1956 para Ray Charles.
Tras el cierre del Brill Building y el fin de la era dorada de los compositores, en la segunda mitad de la década de 1960, Pomus cayó en el olvido, tras una accidente que lo dejó en silla de ruedas, su esposa lo abandonó y su socio, Mort Shuman, se mudó a París. Al final de la década de 1970, volvió a recuperar su carrera como compositor y durante los años 80, en su apartamento del undécimo piso del Hotel WestoverIn, Pomus escribió canciones junto a Dr. John, Ken Hirsch y Willy DeVille para lo que él decía eran "... esas personas que tropiezan en la noche, inciertas o no siempre tan seguras de exactamente dónde encajan y hacia dónde se dirigen". Estas canciones posteriores ("There Must Be A Better World", "There Is Always One More Time", "That World Outside", "You Just Keep Holding On" y "Something Beautiful Dying") fueron grabadas por artistas como Willy DeVille, B.B. King, Irma Thomas, Marianne Faithfull, Charlie Rich, Ruth Brown, Dr. John, James Booker y Johnny Adams, son consideradas por algunos, incluido el escritorar Peter Guralnick, el compositor Dr. John, y el priductor Joel Dorn, como las mejores canciones fiemadas por Pomus.
En 2012 se presentó el documental AKA Doc Pomus, concebido por la hija de Pomus, Sharyn Felder, dirigido por el cineasta Peter Miller, editado por Amy Linton y producido por Felder, Hechter y Miller, en el que se plasma la biografía del compositor.
Pomus murió el 14 de marzo de 1991, de cáncer de pulmón a la edad de 65 años en el Centro Médico de la Universidad de Nueva York en Manhattan.

## Legado e influencia
Junto con Shuman, y de forma individual, Pomus fue una figura clave en el desarrollo de la música popular estadounidense. El dúo coescribió éxitos como " A Teenager in Love ", " Save the Last Dance for Me ", " This Magic Moment ", " Sweets for My Sweet ", " Viva Las Vegas ", " Little Sister ", " Surrender ", " Can't Get Used to Losing You ", " Suspicion ", " Turn Me Loose " y " A Mess of Blues ".
- Pomus fue incluido en el Salón de la Fama de los Compositores y el Salón de la Fama del Rock and Roll.[14]
- En 1991, fue el primer receptor no afroamericano del Premio Pioneer de la Rhythm and Blues Foundation.[15] El músico Ray Charles entregó el premio a través de un mensaje pregrabado.
- Su viejo amigo, el cantante de jazz Jimmy Scott, actuó en el funeral de Pomus, una actuación que resucitó su carrera. Entre los asistentes al acto se encontraban figuras como Seymour Stein, quien posteriormente contrató a Scott para Sire Records, y Lou Reed, quien a partir de entonces trabajaría regularmente con Scott hasta su muerte. Pomus había estado implorando a sus amigos que escucharan cantar a Scott durante muchos años.[16]
- La canción "Doc's Blues" [17] fue escrita como un tributo a Pomus por su amigo, Andrew Vachss. La letra apareció originalmente en la novela de Vachss de 1990, Blossom. "Doc's Blues" fue grabado por el bluesman Son Seals en el último álbum de Seals, Lettin' Go.[18]
- Responsable de la introducción de Lou Reed en la industria musical a principios de la década de 1960,[19] Pomus fue uno de los dos amigos a los que Reed homenajeó en su álbum de 1992 Magic and Loss.
- En 1995, Rhino Records lanzó un álbum tributo a Pomus titulado Till The Night Is Gone. Las canciones de Pomus son interpretadas por artistas como Bob Dylan, Brian Wilson, Dion, Dr. John, Irma Thomas, Solomon Burke, John Hiatt, Shawn Colvin, Aaron Neville, Lou Reed, The Band, BB King, Los Lobos y Rosanne Cash .
- En 2010, Ben Folds y Nick Hornby llamaron a su álbum colaborativo en el que apareció la canción "Doc Pomus", Lonely Avenue. La letra hacía referencia a un extracto de las memorias inacabadas de Pomus, del 21 de febrero de 1984: "Nunca fui uno de esos lisiados felices que se tambaleaban por ahí sonriendo y con los ojos brillantes, tratando de hacer que el mundo chasqueara la lengua y sacudiera la cabeza tristemente en mi dirección. Nunca me mirarían y dirían: 'Qué tipo tan maravilloso y valiente '  . El álbum presentaba letras del autor británico Hornby, con música del intérprete estadounidense Folds. Se estrenó el 28 de septiembre de 2010.
- El personaje de John Goodman en la comedia dramática de 2013 de los Hermanos Coen, Inside Llewyn Davis, se inspiró vagamente en Pomus.[20]
- Las canciones escritas o coescritas por Doc Pomus han sido grabadas por artistas como Joe Cocker, ZZ Top, Ray Charles, Elvis Presley, Elvis Costello, Dean Martin, Andy Williams, The Beatles, Bad Company, Leonard Cohen, Van Morrison, Led Zeppelin, Bruce Springsteen, Michael Buble, Dolly Parton, Emmylou Harris, Bob Dylan, Brian Wilson, Harry Nilsson, John Hiatt, The Beach Boys, BB King, The New York Dolls, Shawn Colvin y Los Lobos, entre otros.
- El libro de Bob Dylan de 2022, The Philosophy of Modern Song, está dedicado a Doc Pomus.